# Macedonië op de Olympische Winterspelen 2010

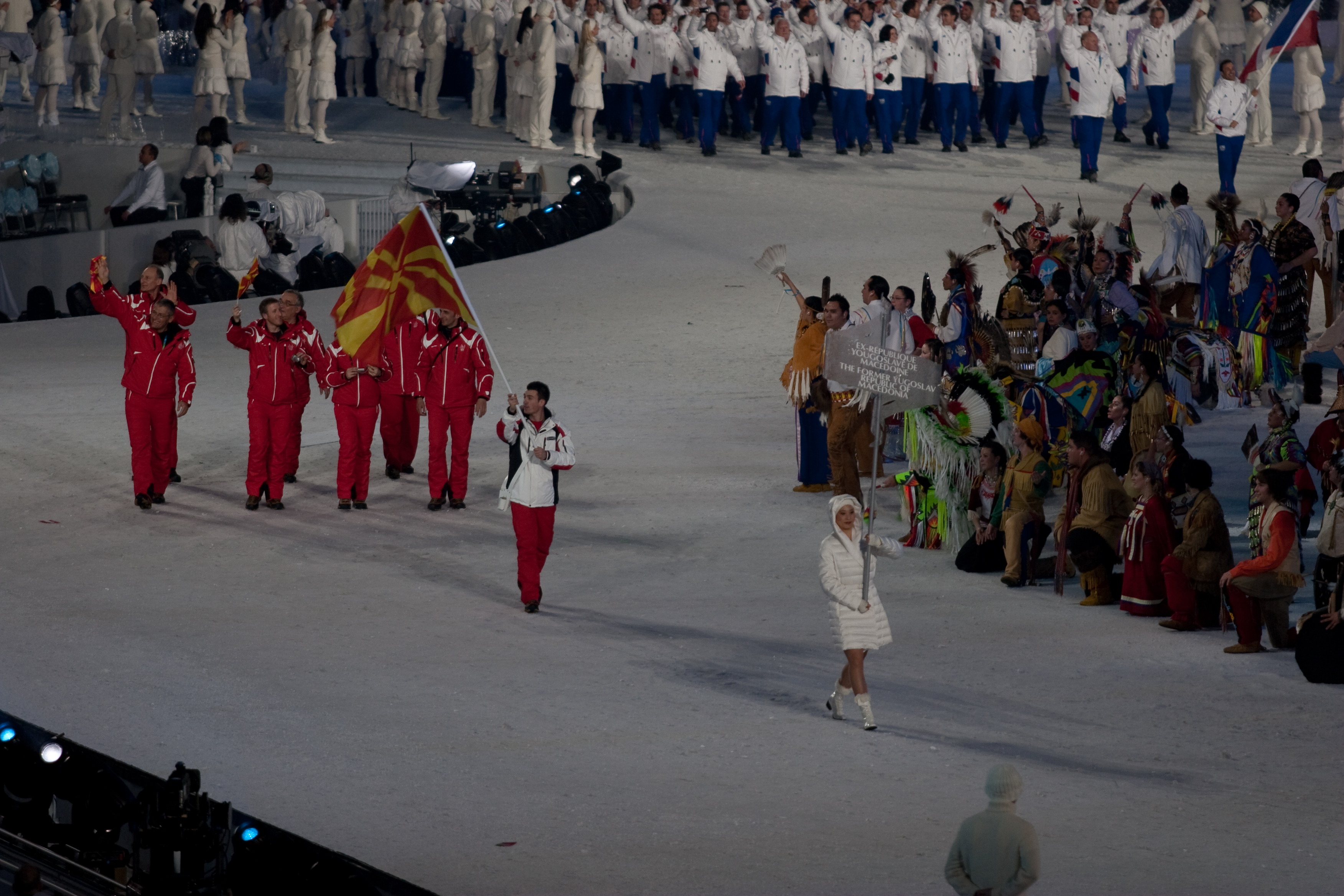
Het team van Macedonië bij de opening

Tijdens de Olympische Winterspelen van 2010, die in Vancouver (Canada) werden gehouden, nam Macedonië voor de vierde keer deel aan de Winterspelen.

## Deelnemers en resultaten
(m) = mannen, (v) = vrouwen 

### Alpineskiën
| Olympiër          | Discipline       | Resultaat | Prestatie                          |
| ----------------- | ---------------- | --------- | ---------------------------------- |
| Antonio Ristevski | reuzenslalom (m) | 53e       | 2.51,90 (+14,07) — 1.24,29+1.27,61 |
| Antonio Ristevski | slalom (m)       | DNF-1     | opgave run 1                       |

### Langlaufen
| Olympiër          | Discipline            | Resultaat | Prestatie         |
| ----------------- | --------------------- | --------- | ----------------- |
| Darko Damjanovski | 15 km vrije stijl (m) | 85e       | 41.48,2 (+8.11,9) |
|                   |                       |           |                   |
| Rosana Kiroska    | 10 km vrije stijl (v) | 77e       | 34.45,8 (+9.47,4) |

Albanië · Algerije · Andorra · Argentinië · Armenië · Australië · Azerbeidzjan · België · Bermuda · Bosnië en Herzegovina · Brazilië · Bulgarije · Canada · Chili · China · Chinees Taipei · Colombia · Cyprus · Denemarken · Duitsland · Estland · Ethiopië · Finland · Frankrijk · Georgië · Ghana · Griekenland · Groot-Brittannië · Hongarije · Hongkong · Ierland · IJsland · India · Iran · Israël · Italië · Jamaica · Japan · Kaaimaneilanden · Kazachstan · Kirgizië · Kroatië · Letland · Libanon · Liechtenstein · Litouwen · Macedonië · Marokko · Mexico · Moldavië · Monaco · Mongolië · Montenegro · Nederland · Nepal · Nieuw-Zeeland · Noord-Korea · Noorwegen · Oekraïne · Oezbekistan · Oostenrijk · Pakistan · Peru · Polen · Portugal · Roemenië · Rusland · San Marino · Senegal · Servië · Slovenië · Slowakije · Spanje · Tadzjikistan · Tsjechië · Turkije · Verenigde Staten · Wit-Rusland · Zuid-Afrika · Zuid-Korea · Zweden · Zwitserland